# Konrad Hilpert
Konrad Hilpert (ur. 20 grudnia 1967) – szwajcarski narciarz, specjalista narciarstwa dowolnego. Najlepszy wynik na mistrzostwach świata osiągnął podczas mistrzostw w Meiringen, gdzie zajął 4. miejsce w balecie narciarskim. Nie startował na igrzyskach olimpijskich. Najlepsze wyniki w Pucharze Świata osiągnął w sezonie 1997/1998, kiedy to zajął 6. miejsce w klasyfikacji generalnej, a w klasyfikacji baletu narciarskiego był czwarty.
W 2000 r. zakończył karierę.

## Sukcesy

### Mistrzostwa Świata
| Miejsce | Dzień     | Rok  | Miejscowość | Konkurencja      | Zwycięzca        |
| ------- | --------- | ---- | ----------- | ---------------- | ---------------- |
| 10.     | 12 marca  | 1993 | Altenmarkt  | Balet narciarski | Fabrice Becker   |
| 5.      | 17 lutego | 1995 | La Clusaz   | Balet narciarski | Rune Kristiansen |
| 6.      | 7 lutego  | 1997 | Iizuna      | Balet narciarski | Fabrice Becker   |
| 4.      | 11 marca  | 1999 | Meiringen   | Balet narciarski | Ian Edmondson    |

### Puchar Świata

#### Miejsca w klasyfikacji generalnej
- 1990/1991 – 110.
- 1991/1992 – 38.
- 1992/1993 – 25.
- 1993/1994 – 25.
- 1994/1995 – 19.
- 1995/1996 – 16.
- 1996/1997 – 13.
- 1997/1998 – 6.

#### Miejsca na podium
1. Tignes – 6 grudnia 1995 (Balet narciarski) – 3. miejsce
2. Hasliberg – 22 marca 1996 (Balet narciarski) – 3. miejsce
3. Hasliberg – 22 marca 1996 (Balet narciarski) – 3. miejsce
4. Tignes – 5 grudnia 1996 (Balet narciarski) – 3. miejsce
5. Hundfjället – 12 marca 1997 (Balet narciarski) – 3. miejsce
6. Mont Tremblant – 8 stycznia 1998 (Balet narciarski) – 2. miejsce
7. Breckenridge – 29 stycznia 1998 (Balet narciarski) – 1. miejsce
8. Altenmarkt – 13 marca 1998 (Balet narciarski) – 2. miejsce
9. Altenmarkt – 13 marca 1998 (Balet narciarski) – 3. miejsce
10. Steamboat Springs – 15 stycznia 1999 (Balet narciarski) – 3. miejsce
11. Steamboat Springs – 15 stycznia 1999 (Balet narciarski) – 1. miejsce
12. Heavenly Valley – 21 stycznia 2000 (Balet narciarski) – 2. miejsce
13. Heavenly Valley – 22 stycznia 2000 (Balet narciarski) – 2. miejsce
14. Heavenly Valley – 22 stycznia 2000 (Balet narciarski) – 3. miejsce
15. Ovindoli – 4 marca 2000 (Balet narciarski) – 2. miejsce

- W sumie 2 zwycięstwa, 5 drugich i 8 trzecich miejsc.